# Masayoshi Ohira
Masayoshi Ohira, född den 12 mars 1910 i Kan’onji, Kagawa, Japan, död den 12 juni 1980 i Minato, Tokyo, var en japansk politiker.

## Biografi
Ohira var Japans utrikesminister 1962-64 och handels- och industriminister 1968-70. Vid toppen av sin politiska karriär, kom han att representera det som kallades mittengruppen inom det liberaldemokratiska partiet (LDP), vilket satte honom som konkurrent till premiärminister Takeo Fukuda, som ledde den så kallade "anti-mainstream"-fraktion. Han tjänstgjorde som utrikesminister i kabinettet under Kakuei Tanaka från 1972 fram till mitten av juli år 1974. Vid en regeringsombildning, ersattes han av Toshio Kimura som utrikesminister. 
Ohira utsågs av Tanaka som finansminister i samma ombildning och ersatte Takeo Fukuda i juli år 1974. Han valdes till ordförande för LDP i slutet 1978 och den 7 december 1978 utsågs han till landets 68:e premiärminister, och ersatte Takeo Fukuda på denna position. Ohira var den sjätte kristna innehavaren av detta ämbete efter Hara Takashi, Takahashi Korekiyo, Ichirō Hatoyama, Tetsu Katayama, och Shigeru Yoshida.
I parlamentsvalet 1979, misslyckades LDP nästan att vinna en fullständig majoritet, men tillräckligt många oberoende ledamöter gick med partiet för att göra det möjligt för Ohira att kvarstå i ämbetet, och han återvaldes den 9 november samma år, men den 16 maj 1980 hölls ett misstroendevotum i parlamentet.
Ohira förväntade att förslaget skulle misslyckas, och blev synbart skakad när det godtogs med rösterna 243-187. Sextionio medlemmar av hans egna LDP, inklusive Fukuda, avstod. Ohira valde då att utlysa nyval och började en kampanj för LDP:s kandidater. Han sjukskrevs emellertid för utmattning den 31 maj och dog av en massiv hjärtattack 12 dagar senare.
Förste kabinettssekreterare Masayoshi Ito tjänstgjorde som ersättare för Ohira efter dennes död. Yoshio Sakurauchi, generalsekreterare för LDP, ledde partiet till dess största seger på femton år genom sympatiröster som genererades av Ohiras död. Premiärministern efterträddes av Zenko Suzuki efter valet.